# Piotr Szczęsny

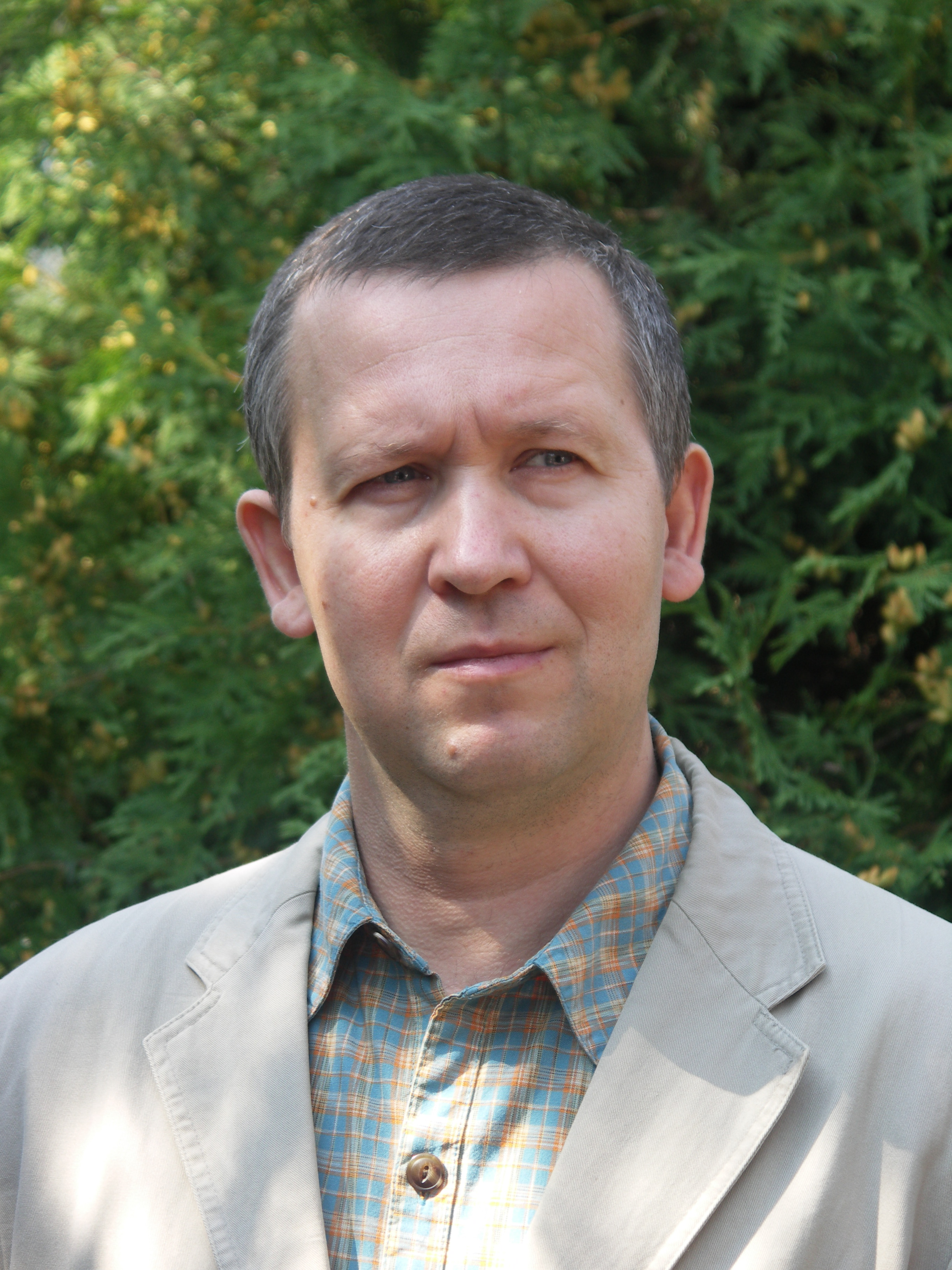
Piotr Szczęsny

Piotr Paweł Szczęsny (Cracovia, 1963 – Varsavia, 29 ottobre 2017) è stato un chimico polacco, socio del Mensa.

## La morte
Nel pomeriggio del 19 ottobre 2017, in piazza davanti al Palazzo della Cultura e della Scienza a Varsavia, dopo aver distribuito i volantini con il suo manifesto contro le pratiche del partito governante in Polonia (PIS), si è cosparso di una sostanza infiammabile e si è dato fuoco. Il fuoco è stato spento dai dipendenti del Palazzo della Cultura e della Scienza prima dell’arrivo dei vigili del fuoco. Piotr Szczęsny è stato portato in ospedale in condizioni critiche dove è morto dopo dieci giorni di agonia.
La sua famiglia ha confermato che da 8 anni Piotr Szczęsny soffriva di depressione, ma lui stesso chiedeva nella sua lettera d’addio di non collegare il suo gesto alla malattia. Il suo manifesto, scritto in maniera lucida, seguendo la logica ineccepibile, era indirizzato “a tutte le donne e uomini polacchi, a quelli che decidono su chi governa la Polonia” e presentava 15 punti di protesta contro le azioni e le decisioni del partito al governo che giudicava dannose e pericolose per la libertà delle persone e per il futuro della Polonia.
Tra quelle azioni elencava, tra l’altro, restrizioni delle libertà civili, danneggiamento del Tribunale Costituzionale e della indipendenza dei tribunali, centralizzazione del potere a danno delle autorità locali, marginalizzazione della Polonia in Europa, discriminazione delle minoranze, distruzione dei media pubblici. Il suo gesto è stato commemorato da diversi personaggi pubblici e da gente comune che si radunava numerosa in omaggio alla sua memoria.